# Paul Ernst Reinhold Wassermann
Paul Ernst Reinhold Wassermann (* 20. Mai 1901 in Fürstenwalde/Spree; † 8. Mai 1980 in Hässleholm) war ein deutscher Volkswirtschaftler und Politiker.

## Leben
Paul Wassermann wurde als Sohn des sozialdemokratischen Kommunalpolitikers und Schneidermeisters Paul Wassermann (sen.) in Fürstenwalde geboren. Nach der Gründung der Ortsgruppe der KPD, 1919, verbündeten sich die Fürstenwalder Wahlvereine von SPD und USPD für die Kommunalwahl und erreichten die absolute Mehrheit in der Stadtverordnetenversammlung. Sein Vater Paul Wassermann wurde zum Vorsteher der Stadtverordneten gewählt.
Zunächst anders als sein Vater Mitglied der KPD, war er von 1931 bis 1933 Student an der Goethe-Universität in Frankfurt am Main und parallel dazu Funktionär der Frankfurter Sozialistischen Arbeiterpartei Deutschlands (SAP), wo er deren trotzkistischer Fraktion angehörte.:S. 117 Kommilitonen und Genossen von ihm waren dort unter anderem Maria Meyer-Sevenich, Ruth und Paul Heinrichsdorff Wilhelm Dörter, Eva Reichwein und Alfred Hooge.:S. 111 Sie alle gehörten auch der Roten Studentengruppe an, die am 20. Februar 1933 vor dem Hauptgebäude der Universität Flugblätter verteilte, „in denen [..] zum gemeinsamen Kampf gegen das neue nationalsozialistische Studentenrecht und den geplanten nationalsozialistischen Umbau der Universität“ aufgerufen wurde. In der Folge dieser Aktion, bei der es auch zu einem Gerangel mit SA-Leuten gekommen war, wurde seit Anfang März nach Wassermann gefahndet. Er konnte sich bei Ruth und Paul Heinrichsdorff vorübergehend verstecken und erhielt dann von ihnen für die Flucht nach Frankreich eine Fahrkarte.:S. 117
In Paris gehörte Wassermann zur Leitung der SAP um Jacob Walcher und war Redakteur des Parteiorgans Neue Front. Im Sommer 1937 übersiedelte er mit Maria Meyer-Sevenich nach Oslo, wo er mit dem dortigen SAP-Vertreter Willy Brandt einen Konflikt austrug. Am 30. September 1938 erklärte Wassermann mit Ewald Dinkla, Hans Paul Schwarz, O. F. Meyer und fünf weiteren Gruppenmitglieder gegenüber dem SAP-Parteivorstand in Paris, eine „demokratische Korrektur“ der Osloer Verhältnisse und spalteten sich von Brandt ab. Wassermann wurde daraufhin aus der SAP ausgeschlossen und fand einen Broterwerb im schwedischen Landwirtschaftsministerium.